# غله‌زار
غله‌زار یکی از روستاهای استان آذربایجان شرقی است که در دهستان قاضی‌جهان بخش حومه از بخش‌های شهرستان آذرشهر واقع شده‌است.این روستا ۱۹۸ نفر جمعیت دارد.